# Wolfgang Feil (Ernährungswissenschaftler)
Wolfgang Feil (* 25. Mai 1959 bei Aalen) ist ein deutscher Ernährungswissenschaftler. Er ist Spiegel-Bestseller Autor von Büchern zu Gesundheits- und Ernährungsthemen.

## Leben
Wolfgang Feil studierte an der Universität Tübingen Biologie und Sportwissenschaft. 1989 wurde promovierte er zum Dr. rer. nat. Anschließend studierte er noch Innovationsmanagement.
1994 gründete er in Tübingen die Forschungsgruppe Dr. Feil, der unter anderem Herbert Steffny und seine Tochter, die ehemalige Hindernisläuferin Friederike Feil, angehören. Die Arbeitsgruppe will „Hilfe zur Selbsthilfe“ leisten. Sie bietet kostenpflichtige Beratungen und Bücher an. Feil ist verheiratet mit Andrea Reichenauer-Feil, Inhaberin einer Firma, die mit Nährstoffen und Lebensmitteln handelt. In Ernährungsfragen beriet Feil den Fußball-Bundesligaverein Werder Bremen und Leistungssportler wie den Mittel- und Langstreckenläufer Arne Gabius und den Triathleten Jan Frodeno.

## Publikationen
- Morphologische und anatomische Untersuchungen zur Reaktion der Mykorrhizen von Picea abies (L.) Karst. auf natürlichen und experimentellen Trockenstress. Dissertation. Universität Tübingen, 1989, DNB 891545603.
- mit Thomas Wessinghage: Ernährung und Training fürs Leben. WESSP, Nürnberg 2000, ISBN 3-934651-02-X.
- mit Sonja Oberem und Andrea Reichenauer-Feil: Ernährungs-Coach. Mehr Leistung im Sport. Haug, Stuttgart 2005, ISBN 3-8304-2184-2.
- mit Thomas Wessinghage und Andrea Reichenauer-Feil: Body-Coach. Haug, Stuttgart 2006, ISBN 3-8304-2197-4. (3. Auflage. 2010)
- mit Thomas Wessinghage und Jacqueline Ryffel-Hausch: Gesundheits-Coach. Haug, Stuttgart 2009, ISBN 978-3-8304-2222-8.
- mit Herbert Steffny: Die Lauf-Diät. Südwest, München 2009, ISBN 978-3-517-08438-1.
- mit Herbert Steffny: Die Lauf-Diät. Das Kochbuch. Südwest, München 2011, ISBN 978-3-517-08665-1.
- mit Rainer Schrey: Die perfekte Fußballschule. Südwest, München 2012, ISBN 978-3-641-68263-7.
- mit Friederike Feil, Uli Brüderlin: Die Dr. Feil Strategie. Arthrose und Gelenkschmerzen überwinden. Eigenverlag, Tübingen 2013, ISBN 978-3-00-040191-6.
- mit Friederike Feil: Die F-AS-T Formel. Was erfolgreiche Sportler anders machen. Eigenverlag, Tübingen 2014, ISBN 978-3-00-046070-8.
- mit Friederike Feil, Wolfgang Grandjean: Lauf dich gesund : in sechs Monaten mit Begeisterung bis zum Halbmarathon, Eigenverlag, Tübingen, 2016, ISBN 978-3-00-052394-6
- mit Tobias Homburg: Arthrose endlich heilen: Die revolutionäre Strategie zur Knorpelregeneration nach Dr. Feil, GU, München, 2024, ISBN 383389184X